# قرقشندة
قرقشندة أو قلقشندة، هي إحدى قرى مركز طوخ التابع لمحافظة القليوبية بجمهورية مصر العربية. من أعلامها الإمام الليث بن سعد والمؤرخ أبو العباس القلقشندي.

## التاريخ
قرية قرقشندة من القرى القديمة، حيث وردت باسم «قلقشندة» في أعمال الشرقية ضمن قرى الروك الصلاحي التي أحصاها ابن مماتي في كتاب قوانين الدواوين، كما وردت باسم «قلقشندة» من أعمال القليوبية ضمن قرى الروك الناصري التي أحصاها ابن الجيعان في كتاب «التحفة السنية بأسماء البلاد المصرية». وفي العصر العثماني ورد اسمها في التربيع العثماني الذي أجراه الوالي العثماني سليمان باشا الخادم في عصر السلطان العثماني سليمان القانوني قلقشندة ضمن قرى ولاية القليوبية، وفي تاريخ 1228هـ/1813م الذي عدّ قرى مصر بعد المسح الذي قام به محمد علي باشا باسم «قرقشندة» ضمن قرى مديرية القليوبية.

## السكان
بلغ عدد سكان قرقشندة 9,375 نسمة، حسب الإحصاء الرسمي لعام 2006.